# سيمون غانيه
سيمون غانيه هو لاعب هوكي جليد كندي، ولد في 29 فبراير 1980 في مدينة كيبك في كندا.

## وصلات خارجية
- سيمون غانيه على موقع دوري الهوكي الوطني (الإنجليزية)
- سيمون غانيه على موقع قاعة مشاهير الهوكي (لاعب أن.إتش.أل) (الإنجليزية)
- سيمون غانيه على موقع EliteProspects.com (الإنجليزية)
- سيمون غانيه على موقع Eurohockey.com (الإنجليزية)
- سيمون غانيه على موقع HockeyDB.com (الإنجليزية)
- سيمون غانيه على موقع Hockey-Reference.com (الإنجليزية)
- سيمون غانيه على موقع أوليمبيديا (الإنجليزية)